# Segeduno

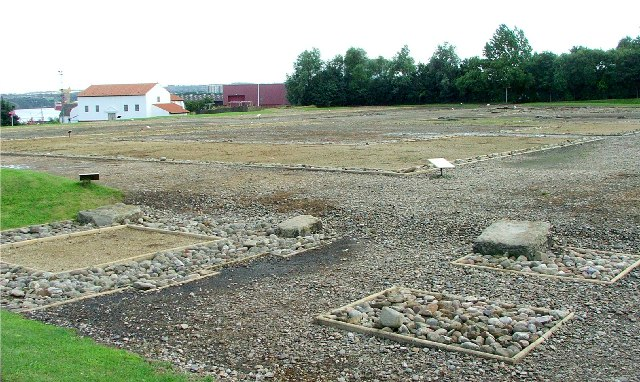
Foto de Segeduno

Segeduno (em latim: Segedunum) foi um antigo forte (castro) romano próximo à atual cidade de Wallsend, Inglaterra, no condado de Tyne and Wear, a cerca de 9,5 quilômetros a leste de Newcastle.
O forte se situava ao fim da Muralha de Adriano, próximo às margens do rio Tyne, formando a porção mais a leste do muro. Foi utilizado como guarnição por aproximadamente 300 anos, até por volta de 400. Atualmente é o forte mais escavado na região do Muro de Adriano.

## História
O Muro Romano foi construído originalmente com sua extremidade em Ponte Élio (em latim: Pons Aelius, atual Newcastle). As obras se iniciaram no local em 122, e continuaram a avançar para o oeste. Posteriormente decidiu-se que ele deveria ser ampliado ainda mais para oeste, provavelmente para proteger o rio que cruzava a cidade. Por volta de 127 iniciou-se a construção de uma nova seção de quatro milhas do muro a leste do forte de Ponte Élio, passando pelo local da atual cidade de Byker e terminando no novo forte de Segeduno. Esta nova seção do muro era mais estreita que as seções anteriores, com 2,29 metros de largura sobre um alicerce de 2,4 metros. Ao contrário do muro existente, este acréscimo não contava com um valo ao seu lado.
A estrutura media 138 metros de norte a sul e 120 metros de leste a oeste, cobrindo uma área de 17.000 metros quadrados. Um fosso largo e uma murada de terra cercavam por todos os lados o forte, que tinha quatro portões duplos em cada uma das aberturas. Enquanto os portões situados nos lados leste, oeste e norte se abriam apenas para o lado de fora dos muros, o portão do lado sul abria apenas para dentro. A oeste, o Muro de Adriano se fundia à parede oeste do forte, um pouco a sul do portão  do lado oeste. A partir do ângulo sudeste do forte, um muro de 1,98 por 1,98 m avançava até a margem do rio, chegando até o nível da água rasa.
Existem evidências que indicam a existência de uma vila (vico) em torno do forte, que chegaria até a área ao norte do muro.